# Stephan Müller (Beachvolleyballschiedsrichter)
Stephan Müller (* 1985) ist ein deutscher Volleyball- und Beachvolleyballschiedsrichter.  

## Werdegang
Müller hat insgesamt mehr als 4.000 Spiele im Beachvolleyball und Volleyball geleitet, darunter internationale Turniere und Wettbewerbe sowie nationale Meisterschaften in verschiedenen Ländern. 

### Halle
Müller erwarb seinen ersten Schiedsrichterschein 1999 mit 14 Jahren. Seit 2004 pfeift er in der 2. Bundesliga, seit 2005 in der 1. Bundesliga. 2009 absolvierte er den Lehrgang für internationale Schiedsrichter und wurde 2011 nach zweijähriger Kandidatur fester Teil der internationalen Schiedsrichter. Er leitete das DVV-Pokalfinale 2019 der Männer zwischen der SVG Lüneburg und dem VfB Friedrichshafen (0:3) als 2. Schiedsrichter.

### Beach
Müller absolvierte 2004 erfolgreich die B-Schiedsrichter-Ausbildung, ehe er 2005 die höchste nationale Lizenz, die A-Lizenz, erhielt. 2006 war er erstmalig Schiedsrichter bei den deutschen Meisterschaften am Timmendorfer Strand. Er agiert regelmäßig als Schiedsrichter auf der German Beach Tour. Seit 2011 ist er auch im Beachvolleyball international aktiv. Sowohl bei der Heim-Universiade (FISU) in München 2018, der Heim-WM (FIVB) 2019 in Hamburg sowie der Heim-EM 2022 in München wurde er in Halbfinals und Finals eingesetzt. Auch kam er bereits bei der Volleyball World Beach Pro Tour zum Einsatz.
Müller fungiert zudem als Schiedsrichterausbilder. Er lebt in Augsburg.